# Martín Ramos
Martín Ramos (Buenos Aires, 26 de agosto de 1991) é um voleibolista indoor profissional argentino que atua na posição de central.

## Carreira
Martín Ramos é membro da seleção argentina de voleibol masculino. Em 2016, representou seu país nos Jogos Olímpicos de Verão no Rio de Janeiro, que ficou em quinto lugar.
Em 2020 assinou contrato com o clube francês Narbonne Volley. Em 2021, nos Jogos Olímpicos de Tóquio conquistou a medalha de bronze ao derrotar a seleção brasileira por 3-2 sets.

## Premiações individuais
- 2021:2º Melhor central Campeonato Sul-Americano
- 2º  Melhor Levantador da Liga A1 Argentina de 2018-19